# Le avventure di Jeff Corwin
Le avventure di Jeff Corwin (The Jeff Corwin Experience in inglese) è una serie di documentari sugli animali prodotta e condotta dal biologo statunitense Jeff Corwin , caratterizzata da escursioni e avventure in ambienti selvaggi di tutto il mondo e incontri ravvicinati con animali spesso anche pericolosi, come serpenti, rinoceronti o ghepardi . La serie è andata in onda per la prima volta dal 2001 al 2003 negli Stati Uniti d'America su Animal Planet, mentre in Italia è stata trasmessa su Discovery World e in chiaro su Focus.

## Caratteristiche
Gli episodi sono stati girati in tutti i continenti del mondo tranne che in Antartide; dal deserto dell'Arizona alla giungla della Thailandia, dalla savana africana all'Australia, dalla Spagna al Madagascar, e così via. L'obiettivo di Jeff Corwin, in questa serie di documentari, è quello di scovare animali nel loro habitat naturale e osservarli da vicino, o addirittura prenderli tra le proprie mani se si tratta di animali piccoli come lucertole o serpenti , per descriverne la vita e le caratteristiche . Anche se lo scopo del programma è prettamente istruttivo, non mancano momenti divertenti e spiritosi caratterizzati da battute o riferimenti alla cultura popolare.

## Episodi

### Stagione 1
|             | Luogo      | Titolo                               |
| ----------- | ---------- | ------------------------------------ |
| Episodio 1  | Borneo     | Il selvaggio del Borneo              |
| Episodio 2  | India      | Cavalcando il Cobra Express          |
| Episodio 3  | Arizona    | La terra dei serpenti                |
| Episodio 4  | Alaska     | Esposto a Nord                       |
| Episodio 5  | Louisiana  | Il richiamo della natura             |
| Episodio 6  | Thailandia | I reali del Siam                     |
| Episodio 7  | Indonesia  | Il drago di Komodo                   |
| Episodio 8  | Ecuador    | Nel cuore dell'oscurità              |
| Episodio 9  | Brasile    | Il Fiume Lupo e l'Isola dei Serpenti |
| Episodio 10 | Namibia    | In Africa                            |
| Episodio 11 | Madagascar | La terra dimenticata dal tempo       |
| Episodio 12 | Panama     | Il ponte dell'America                |
| Episodio 13 | Galápagos  | Il laboratorio vivente               |

### Stagione 2
|             | Luogo      | Titolo                           |
| ----------- | ---------- | -------------------------------- |
| Episodio 1  | Florida    | Esplorando la Florida            |
| Episodio 2  | Guyana     | La terra dei giganti             |
| Episodio 3  | California | Il selvaggio                     |
| Episodio 4  | Costa Rica | L'Arribiatta                     |
| Episodio 5  | Amazzonia  | Mangiatori di banane             |
| Episodio 6  | Australia  | Sotto sopra                      |
| Episodio 7  | Tasmania   | Il Diavolo della Tasmania        |
| Episodio 8  | Zanzibar   | Dottor Corwin                    |
| Episodio 9  | Tanzania   | Corpi in movimento               |
| Episodio 10 | India      | Tra la tigre e il leone          |
| Episodio 11 | Nepal      | Viaggio a Shangri-La             |
| Episodio 12 | Marocco    | Una macchina del tempo di sabbia |
| Episodio 13 | Spagna     | Americano loco                   |

### Stagione 3
|             | Luogo     | Titolo                           |
| ----------- | --------- | -------------------------------- |
| Episodio 1  | Botswana  | Sulla strada degli elefanti      |
| Episodio 2  | Uganda    | Storie da coccodrilli            |
| Episodio 3  | Messico   | A caccia di serpenti             |
| Episodio 4  | Perù      | Bisogni da orso                  |
| Episodio 5  | Kenya     | La iena, regina delle bestie     |
| Episodio 6  | Australia | A testa in giù con i pipistrelli |
| Episodio 7  | Cambogia  | Serpenti nel menu                |
| Episodio 8  | Indonesia | La libertà dell'orango           |
| Episodio 9  |           | Il lupo cattivo?                 |
| Episodio 10 | Brasile   | Salvataggio del Saguinus         |
| Episodio 11 | Venezuela | Operazione anaconda              |
| Episodio 12 |           | Dov'è Jeff?                      |
| Episodio 13 |           | Lo spettacolo urbano             |